# 內生性
内生性（英語：Endogeneity）在计量经济学中广泛指代解释变量与扰动项相关的现象。忽略内生性问题会违背高斯-马尔可夫定理，导致产生有偏的估计量，以及无效的政策建议。工具变量法是一种缓解内生性问题的常用方法。

## 内生性问题
如果回归模型中的解释变量与扰动项相关，那么最小二乘法的回归系数的估计量将会是有偏的。但是，如果其中的相关性不是同期的，那么得出的系数仍然可能是一致的。有许多方法可以帮助纠正上述的偏误，例如工具变量法和赫克曼矫正法。

### 静态模型
以下是内生性问题的常见原因。

#### 遗漏变量
这种情况下，内生性来源于未受到控制的干扰变量，这一变量既和模型中的解释变量相关，又存在于扰动项中。换言之，这一遗漏变量不仅影响解释变量，同时还单独地作用于被解释变量。
假设需要估计的“真实”模型为：
{\displaystyle y_{i}=\alpha +\beta x_{i}+\gamma z_{i}+u_{i}}
但是{\displaystyle z_{i}}在回归模型中被遗漏了（例如缺乏统计这一变量的手段）。因此，实际估计的模型为：
{\displaystyle y_{i}=\alpha +\beta x_{i}+\varepsilon _{i}}
其中，{\displaystyle \varepsilon _{i}=\gamma z_{i}+u_{i}}，也就是说，变量{\displaystyle z_{i}}被包含在了扰动项当中。
如果{\displaystyle x}和{\displaystyle z}的相关系数不等于0，而且{\displaystyle z}还独立作用与{\displaystyle y}（意味着{\displaystyle \gamma \neq 0}），那么{\displaystyle x}就会与{\displaystyle \varepsilon }相关。
这一例子中，{\displaystyle x}对于{\displaystyle \alpha }和{\displaystyle \beta }不是外生的，这是由于：对于给定的解释变量{\displaystyle x}，{\displaystyle y}的分布不仅取决于{\displaystyle \alpha }和{\displaystyle \beta }，还受到{\displaystyle z}以及{\displaystyle \gamma }的影响。

#### 测量误差
假设某个解释变量无法得到精准的测量。即，真实的变量{\displaystyle x_{i}^{*}}无法观察到，实际观测到的是{\displaystyle x_{i}=x_{i}^{*}+\nu _{i}}，其中，{\displaystyle \nu _{i}}是测量误差（“噪音”）。模型：
{\displaystyle y_{i}=\alpha +\beta x_{i}^{*}+\varepsilon _{i}}
需要改写为实际观测到的形式：
{\displaystyle {\begin{aligned}y_{i}&=\alpha +\beta (x_{i}-\nu _{i})+\varepsilon _{i}\\[3pt]y_{i}&=\alpha +\beta x_{i}+(\varepsilon _{i}-\beta \nu _{i})\\[3pt]y_{i}&=\alpha +\beta x_{i}+u_{i}\quad (u_{i}=\varepsilon _{i}-\beta \nu _{i})\end{aligned}}}
由于{\displaystyle x_{i}}和{\displaystyle u_{i}}都受到{\displaystyle \nu _{i}}影响，这两个变量是相关的。结果来看，{\displaystyle \beta }最小二乘法估计量会被低估。
被解释变量{\displaystyle y_{i}}的测量误差不会导致内生性，但是会引起扰动项的方差增大。

#### 互为因果
假设两个变量互相决定（存在“同时性”），两者的结构方程模型如下：
{\displaystyle y_{i}=\beta _{1}x_{i}+\gamma _{1}z_{i}+u_{i}}
{\displaystyle z_{i}=\beta _{2}x_{i}+\gamma _{2}y_{i}+v_{i}}
对两个等式的任意一个进行估计都会导致内生性。以前一个等式为例，{\displaystyle E(z_{i}u_{i})\neq 0}。在{\displaystyle 1-\gamma _{1}\gamma _{2}\neq 0}的假设下求解{\displaystyle z_{i}}得到：
{\displaystyle z_{i}={\frac {\beta _{2}+\gamma _{2}\beta _{1}}{1-\gamma _{1}\gamma _{2}}}x_{i}+{\frac {1}{1-\gamma _{1}\gamma _{2}}}v_{i}+{\frac {\gamma _{2}}{1-\gamma _{1}\gamma _{2}}}u_{i}}
又假设{\displaystyle x_{i}}和{\displaystyle \gamma _{i}}都与{\displaystyle u_{i}}无关，
{\displaystyle \operatorname {E} (z_{i}u_{i})={\frac {\gamma _{2}}{1-\gamma _{1}\gamma _{2}}}\operatorname {E} (u_{i}u_{i})\neq 0}
因此，对两个等式的估计都会受到内生性影响。

### 动态模型
内生性问题在時間序列因果分析中影响尤为广泛。在因果关系中，时期{\displaystyle t}的变量很可能与{\displaystyle t-1}的其他变量存在跨期关联。假设解释变量“虫害程度”在本期与其他变量都无关，但是与上一期的降雨量和肥料施用量有关。这种情况下，虫害程度在同期是外生的，但是在时间序列当中却存在内生性。

## 另请参阅
- 异方差

## 进阶阅读
- Greene, William H.  Sixth. Upper Saddle River: Pearson. 2012. ISBN 978-0-13-513740-6.
- Kennedy, Peter.  Sixth. Malden: Blackwell. 2008: 139. ISBN 978-1-4051-8257-7.
- Kmenta, Jan.  Second. New York: MacMillan. 1986: 651–733. ISBN 0-02-365070-2.